# 瑙恩豪斯湖

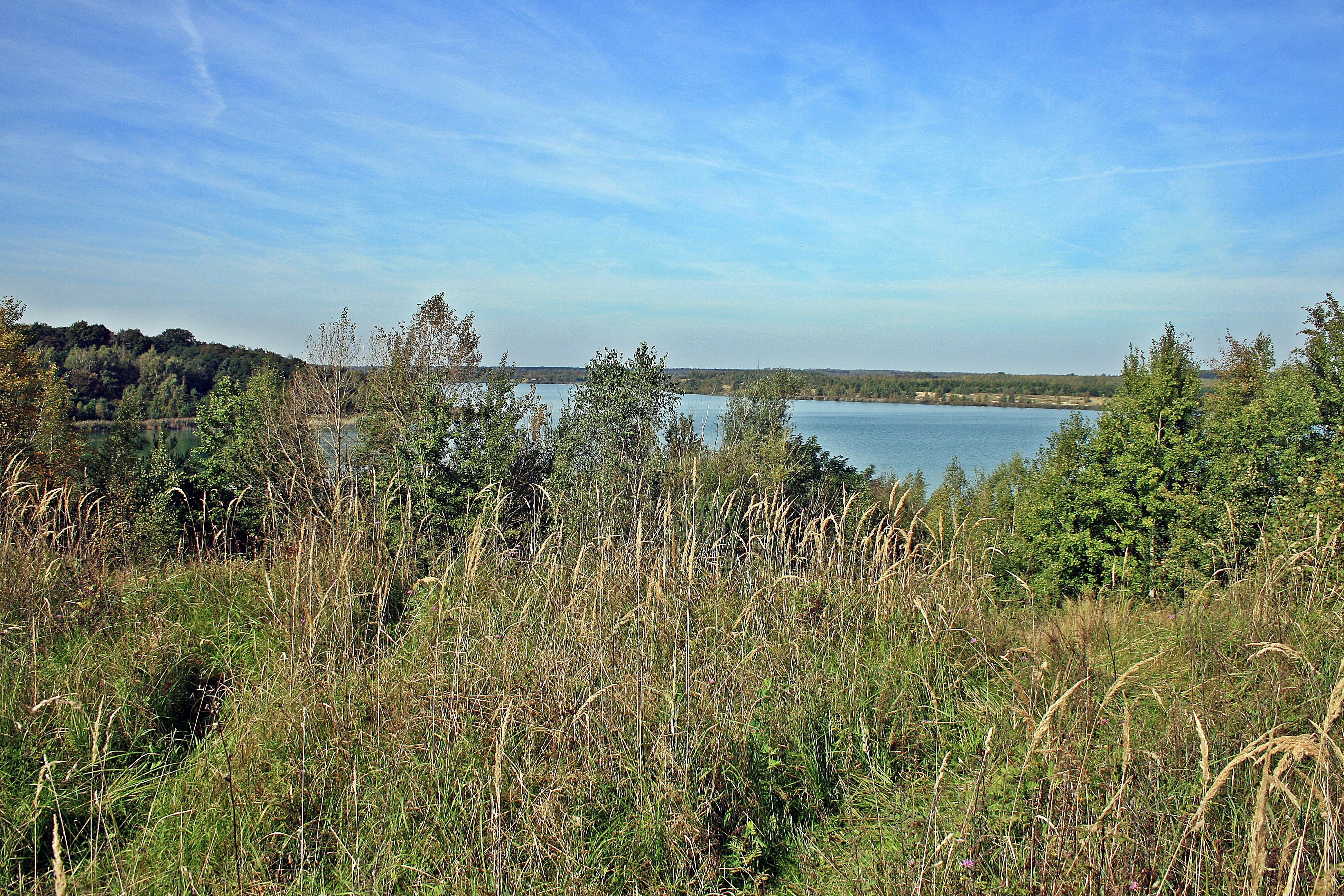

51°34′3″N 12°19′35″E / 51.56750°N 12.32639°E
瑙恩豪斯湖（德語：Neuhäuser See），是德國的湖泊，位於該國東部，由薩克森自由州負責管轄，長3.6公里、寬1.1公里，面積1.55平方公里，海拔高度78米，平均水深15米，最大水深27.1米。